# جيم فلمنج
جيم فلمنج (بالإنجليزية: Jim Fleming)‏ هو لاعب كرة قدم بريطاني (وحمل سابقاً جنسية المملكة المتحدة لبريطانيا العظمى وأيرلندا) في مركز نصف الجناح، ولد في 8 مارس 1884 في المملكة المتحدة، وتوفي في 1917. لعب مع توتنهام هوتسبير ونيوكاسل يونايتد وSt Bernard's F.C. ‏ وArmadale Thistle F.C. ‏.